# Округ Ферфакс (Вирџинија)
Округ Ферфакс (енгл. Fairfax County) је округ у америчкој савезној држави Вирџинија.

## Демографија
По попису из 2010. године број становника је 1.081.726, што је 111.977 (11,5%) становника више него 2000. године.
| Група             | 2000.           | 2010.           |
| Белци             | 624.296 (64,4%) | 590.622 (54,6%) |
| Афроамериканци    | 83.098 (8,6%)   | 99.218 (9,2%)   |
| Азијати           | 126.038 (13,0%) | 189.661 (17,5%) |
| Хиспаноамериканци | 106.958 (11,0%) | 168.482 (15,6%) |
| Укупно            | 969.749         | 1.081.726       |